# Roland Speicher
Roland Speicher (* 12. Juni 1960) ist ein deutscher Mathematiker, der Professor an der Universität des Saarlandes ist.

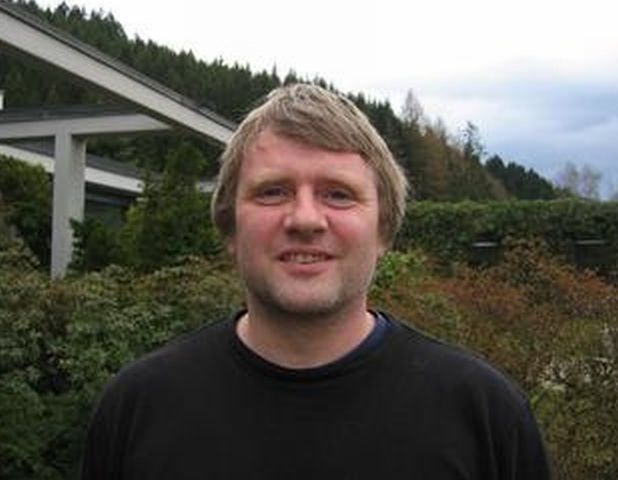
Roland Speicher, Oberwolfach 2005

Nach dem Gewinn des Bundeswettbewerbs Jugend forscht im Fachgebiet Mathematik/Informatik 1979 studierte Speicher Physik und Mathematik an den Universitäten in Saarbrücken, Freiburg und Heidelberg und wurde 1989 bei Wilhelm Freiherr von Waldenfels an der Universität Heidelberg promoviert (Quantenstochastische Prozesse auf der Cuntz-Algebra). Von 2000 bis 2010 war er in Kanada, wo er Professor an der Queen’s University in Kingston (Ontario) war. Seit 2010 ist er an der Universität des Saarlandes.
Er befasst sich mit Freier Wahrscheinlichkeit (mit Anwendung auf Zufallsmatrizen, statistische Mechanik und Operatoralgebren) und deren kombinatorischen Aspekten und mit Operatoralgebren.
2012 erhielt er den Jeffery-Williams-Preis. Außerdem erhielt er den Research Excellence Award des Präsidenten von Ontario. 2014 war er Eingeladener Sprecher auf dem ICM in Seoul (Free probability and random matrices).
Speicher ist verheiratet und hat vier Kinder.

## Schriften
- mit James A. Mingo: Free Probability and Random Matrices. Fields Institute Monographs, Bd. 35, Springer Verlag, New York, 2017.
- mit Alexandru Nica: Lectures on the combinatorics of free probability, London Mathematical Society Lecture Note Series 335, Cambridge University Press 2006
- Combinatorial theory of the free product with amalgamation and operator-valued free probability theory, Memoirs AMS 1998